# Eduard Markarov
Eduard Artyomovich Markarov ou Edoward Margaryan - respectivamente, em russo, Эдуард Артёмович Маркаров e, em armênio, Էդուարդ Մարգարյան (Bacu, 20 de junho de 1942) - é um ex-futebolista armênio nascido na então RSS do Azerbaijão.
Seu sobrenome também é grafado como "Margarian", "Markarian" ou "Markaryan". Porém, mesmo na Armênia é mais conhecido por Markarov (Մարգարով; "Margaruv", em romanização literal).

## Carreira

### Neftyanik
Após jogar um pouco por Lokomotiv Bacu e Torpedo Armavir, foi em 1961 para o Neftyanik Bacu, tendo sido artilheiro do campeonato soviético do ano seguinte. No Neftyanik, teve como colega Anatoli Banişevski, o outro azerbaijano (mas azeri) que foi, ao lado de Margaryan, o único a ter disputado uma Copa do Mundo - ambos foram chamados à edição de 1966, pela seleção soviética.

### Ararat
Saiu do clube (que àquela altura já se chamava Neftçi Bacu) em 1971, transferindo-se para o Ararat Erevan, da Armênia de suas origens. Liderou o clube na vitoriosa campanha de 1973, quando a Ararat tornou-se o primeiro e único clube armênio a conquistar o campeonato soviético. Na Copa dos Campeões da UEFA (a atual Liga dos Campeões) de 1974/75, Markarov foi, ao lado de Gerd Müller, tendo jogado menos partidas que este, um dos artilheiros daquela edição, guiando o time até as quartas-de-final, quando foram eliminados pelo Bayern Munique (clube de Müller), que terminaria campeão.

## Técnico
Tornou-se técnico a partir de 1976, tendo treinado o time juvenil da União Soviética pouco antes da desintegração. Foi o segundo armênio étnico a jogar uma Copa do Mundo, curiosamente seu antecessor também nascera fora da Armênia, Mkrtych Simonyan (nascido na atual Rússia). Chegou a trabalhar com o próprio Simonyan no Ararat, e a treinar a Seleção Armênia após a independência do país.